# Charles Albert Noble
Charles Albert Noble   (Soquel, 14 d'agost de 1867 - Berkeley, 7 de maig de 1962) va ser un matemàtic estatunidenc.

## Vida i obra
Noble era fill d'un granger del comtat de Santa Cruz (al nord de la badia de San Francisco), però com que no li agradava el treball agrícola, va anar a viure amb una germana més gran a San Francisco on va completar els seus estudis secundaris. Es va matricular a la universitat de Califòrnia a Berkeley on es va graduar en ciències el 1889. A continuació va ser nomenat professor de matemàtiques del institut d'Oakland. El 1893, volent obtenir un doctorat en matemàtiques, va anar a Europa per estudiar a la universitat de Göttingen amb Felix Klein i David Hilbert. El 1896, retornat a San Francisco, va ser nomenat professor de matemàtiques de la Universitat de Berkeley. El 1901, va defensar la seva tesi doctoral a Göttingen, sota la direcció de Hilbert.
Noble va ser professor de matemàtiques a Berkeley fins a la seva jubilació el 1937. Durant el període 1933-34 va ser cap del departament de matemàtiques de la universitat.
Juntament amb Earle Raymond Hedrick, un altre americà doctorat a Göttingen, va publicar una traducció al anglès del llibre de Klein Elementary Mathematics from an advanced standpoint en dos volums (1932 i 1939), que va tenir una notable influència en el desenvolupament de la comunitat matemàtica nord-americana.
Noble, també va estar molt interessat en la pedagogia de les matemàtiques i el 1926 va fer un viatge per Alemanya per investigar el sistema docent de les matemàtiques a les escoles. El seu treball va ser publicat el 1927 a la revista de l'Associació Matemàtica d'Amèrica, American Mathematical Monthly. Ell mateix havia estat el 1901, un dels fundadors de la secció de San Francisco d'aquesta associació.